# Giuseppe Maria Positano
Giuseppe Maria Positano (Noja, 18 aprile 1668 – 14 marzo 1730) è stato un arcivescovo cattolico italiano.

## Biografia
Giuseppe Positano nasce a Noja (odierna Noicattaro) il 18 aprile 1668, figlio secondogenito del nobile Giovanni Positano; così come i suoi fratelli, studia a Napoli presso il monastero dei Domenicani dove prende i voti il 18 marzo 1691 con il nome di Giuseppe Maria.
Si distingue per le sue doti diplomatiche, presso l'arcivescovo di Napoli, e il 28 novembre 1717 viene consacrato vescovo della diocesi di Acerra da Fabrizio Paolucci presso la Basilica di Santa Maria sopra Minerva; non interrompe però la sua attività diplomatica, avendo fatto parte prima della sua nomina di una missione diplomatica a Vienna, a seguito della quale entra a far parte del Consiglio Vicereale di Carlo VI d'Asburgo. 
Il 27 settembre 1723 è nominato arcivescovo di Acerenza e Matera, ed intraprende una serie di opere volte all'abbellimento della cattedrale. Nel 1730 è nominato arcivescovo di Salerno, ma muore il 14 marzo dello stesso anno prima di entrare nel nuovo incarico.

## Genealogia episcopale
La genealogia episcopale è:
- Cardinale Scipione Rebiba
- Cardinale Giulio Antonio Santori
- Cardinale Girolamo Bernerio, O.P.
- Arcivescovo Galeazzo Sanvitale
- Cardinale Ludovico Ludovisi
- Cardinale Luigi Caetani
- Cardinale Ulderico Carpegna
- Cardinale Paluzzo Paluzzi Altieri degli Albertoni
- Cardinale Gaspare Carpegna
- Cardinale Fabrizio Paolucci
- Arcivescovo Giuseppe Maria Positano, O.P.